# غاري هاي
غاري هاي (بالإنجليزية: Garry Hay)‏ (7 سبتمبر 1977 في المملكة المتحدة - ) هو لاعب كرة قدم بريطاني في مركز الظهير. شارك مع منتخب اسكتلندا الثانوي لكرة القدم ‏. أما مع النوادي، فقد لعب مع نادي كيلمارنوك وأردريونيانز.

## وصلات خارجية
- غاري هاي على موقع قاعدة بيانات كرة القدم.إي يو (الإنجليزية)
- غاري هاي على موقع Soccerbase.com (لاعب) (الإنجليزية)
- غاري هاي على موقع Soccerway.com (الإنجليزية)